# Emmanuel Delapointe
Jean Baptiste Gabriel Emmanuel Le Bon de Lapointe né le 28 juin 1772 à Sainte-Lucie, l'une des Antilles, est un général de brigade du Premier Empire. Il est issu d'une famille créole originaire de Normandie (Caen).

## Révolution
Volontaire au 1er régiment de chasseurs à cheval le 26 mai 1791, il y devient brigadier-fourrier le 11 juillet 1793, maréchal-des-logis-chef le 20 messidor an II, sous-lieutenant le 11 germinal an V, lieutenant le 26 prairial an VIII, et fait sans interruption toutes les campagnes de la République aux armées de la Moselle, de Sambre-et-Meuse, de Mayence, du Danube et du Rhin. Au combat de Hiptingen, il reçoit un coup de lance dans la poitrine en chargeant presque seul au milieu des rangs ennemis. Capitaine à l'élection le 18 nivôse an X, il suit le général Richepanse à la Guadeloupe en qualité d'aide-de-camp le 11 germinal suivant, rentre en France avec autorisation après la mort de son général en fructidor, et est placé comme adjoint à la première division militaire (Paris), le 17 pluviôse an XI. Aide-de-camp du général Mortier le 30 vendémiaire an XII, membre de la Légion d'honneur, alors qu'il est en Hanovre, le 25 prairial de la même année, il sert au 1er corps de la Grande Armée pendant les campagnes d'Autriche et de Prusse.

## Empire
Chef d'escadron le 10 juillet 1806, il combat à Iena et à Eylau, est nommé officier de la Légion d'honneur le 25 juin 1807, en récompense de sa brillante conduite à Freiland, et passe en 1808 à l'armée d'Espagne, où il obtient le grade d'adjudant-commandant le 17 décembre 1809. Rentré en France au commencement de 1812, il prend part à la campagne de Russie avec la jeune garde. Baron de l'Empire le 25 mars 1813 (il était chevalier de l'Empire depuis le 20 février 1812), il est promu général de brigade le 4 mai suivant et nommé chef d'état-major du duc de Trévise. Passé au 3e corps le 17 juillet, il achève dans ses rangs la campagne de Saxe, et combat pendant la campagne de France jusqu'à la cessation des hostilités.

## Première Restauration et Cent-Jours
Fait chevalier de Saint-Louis le 13 août 1814, et envoyé le 17, dans la 17e division militaire (Lille) comme chef d'état-major, il refuse de servir pendant les Cent-Jours, bien que désigné depuis le 12 juin 1815 pour remplir les fonctions de chef d'état-major sous les ordres du duc de Trévise, commandant en chef de la cavalerie de la garde impériale. 

## Seconde Restauration et Monarchie de Juillet
Mis en non-activité à la paix, il est rappelé à l'activité en 1818, employé dans l'une des subdivisions de la 15e division militaire et est promu commandeur de la Légion d'honneur le 17 août 1822. Disponible le 23 juillet 1826, il est investi le 23 décembre 1830, du commandement de l'Eure et de la Seine-Inférieure, rentre en disponibilité le 8 octobre 1832, et prend sa retraite le 1er juillet 1834.
Il est mort à Paris le 12 avril 1856.

## Source
- A. Liévins, Jean Maurice Verdot et Pierre Bégat, Fastes de la Légion d'honneur, biographie de tous les décorés, accompagnée de l'histoire législative et réglementaire de l'Ordre, vol. 5 (page 554), bureau de l'Administration de l'Ordre de la Légion d'honneur, Paris, 1847, [pagination inconnue], (BNF 37273876)
- « Cote LH/702/26 », base Léonore, ministère français de la Culture
- Vicomte Révérend, Armorial du Premier Empire, tome 3, Honoré Champion, libraire, Paris, 1897, p. 32.